# Saribu Asih
Saribu Asih is een bestuurslaag in het regentschap Simalungun van de provincie Noord-Sumatra, Indonesië. Saribu Asih telt 2877 inwoners (volkstelling 2010).